# Lovestoned
Lovestoned är en svensk-tysk musikgrupp som består av Pär Stenhammar, Robert Kragh, Elena Boyadjyeva och Emilie Fjällström. Gruppen bildades år 2007 när de fick skivkontrakt. Gruppen har haft stora framgångar i Tyskland med debutsingeln "Rising Girl" som släpptes i slutet av 2009. De deltog i Melodifestivalen 2010 med låten "Thursdays" (med musik av Thomas G:son och Peter Boström, med texten skriven av Sharon Vaughn.) Gruppen slutade dock på en sjätte plats i den fjärde deltävlingen i Malmö. 
Samtliga medlemmar har olika etniska bakgrunder. Boyadjyeva är född i Bulgarien, men är uppvuxen och bor i Berlin. Fjällström är född och uppvuxen i Skellefteå, men bor nu i Stockholm. Kragh är född i Colombia, men har vuxit upp i Umeå och bor nu i Stockholm och Stenhammar är född, uppvuxen och bor i Stockholm. 

## Kuriosa
Både Stenhammar och Kragh deltog i Idol 2007 där Stenhammar tog sig till kvalveckan men blev utröstad. Kragh blev den sista att missa kvalveckan, i en duell mot Andreas Sjöberg, som slutligen blev trea i samma tävling. 

## Medlemmar
- Pär Stenhammar
- Robert Kragh
- Elena Boyadjyeva
- Emilie Fjällström

## Diskografi
Singlar
- "Rising Girl" (2009)
- "Thursdays" (2010)
- "I Know Nothing" (2010)

Album
- Rising Love (2010)

Medverkande på andra album

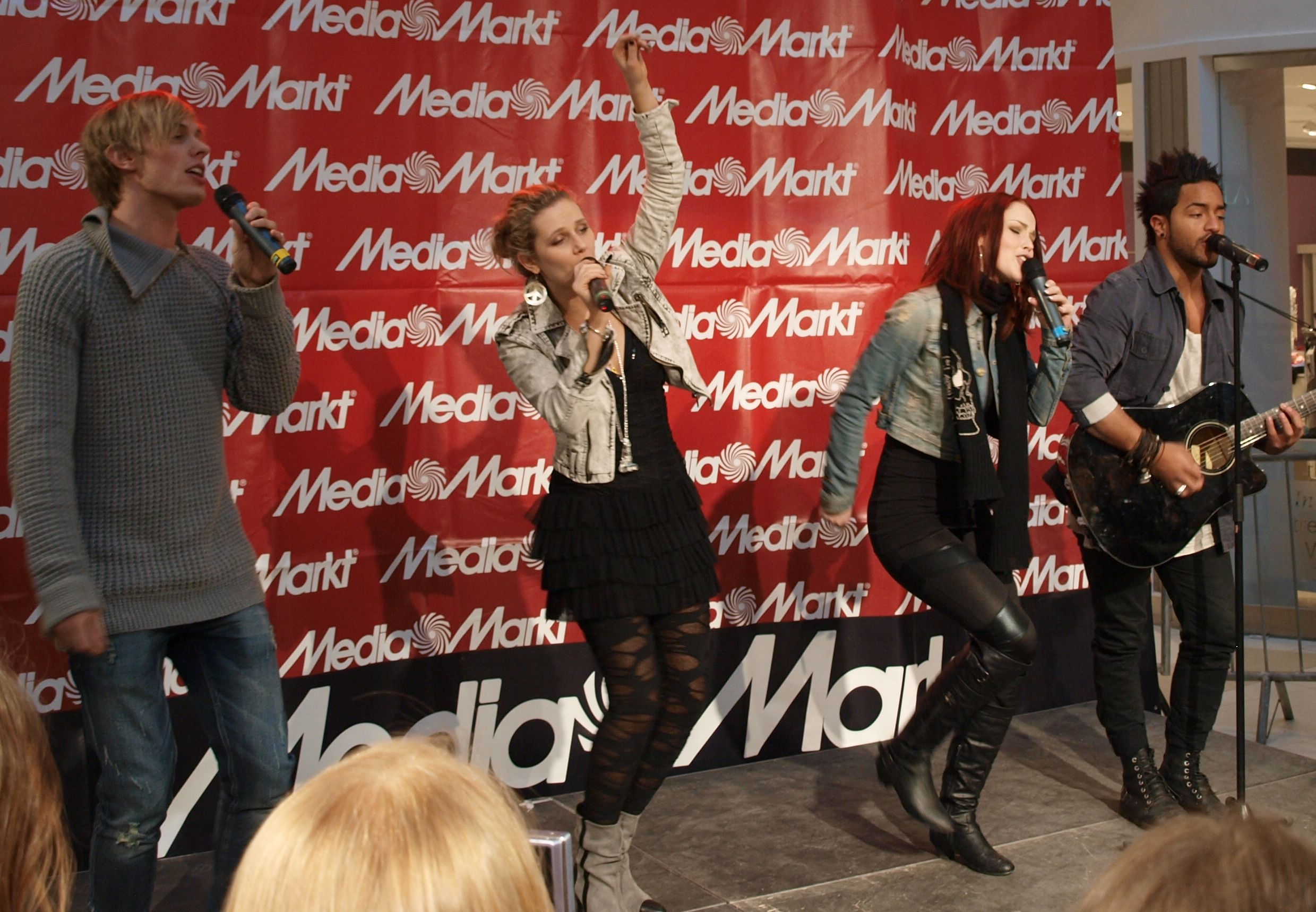
Lovestoned 2010.

- "Rising Girl" – Absolute Summer Hits 2010
- "Thursdays" – Melodifestivalen 2010